# Tchernychevskoïe

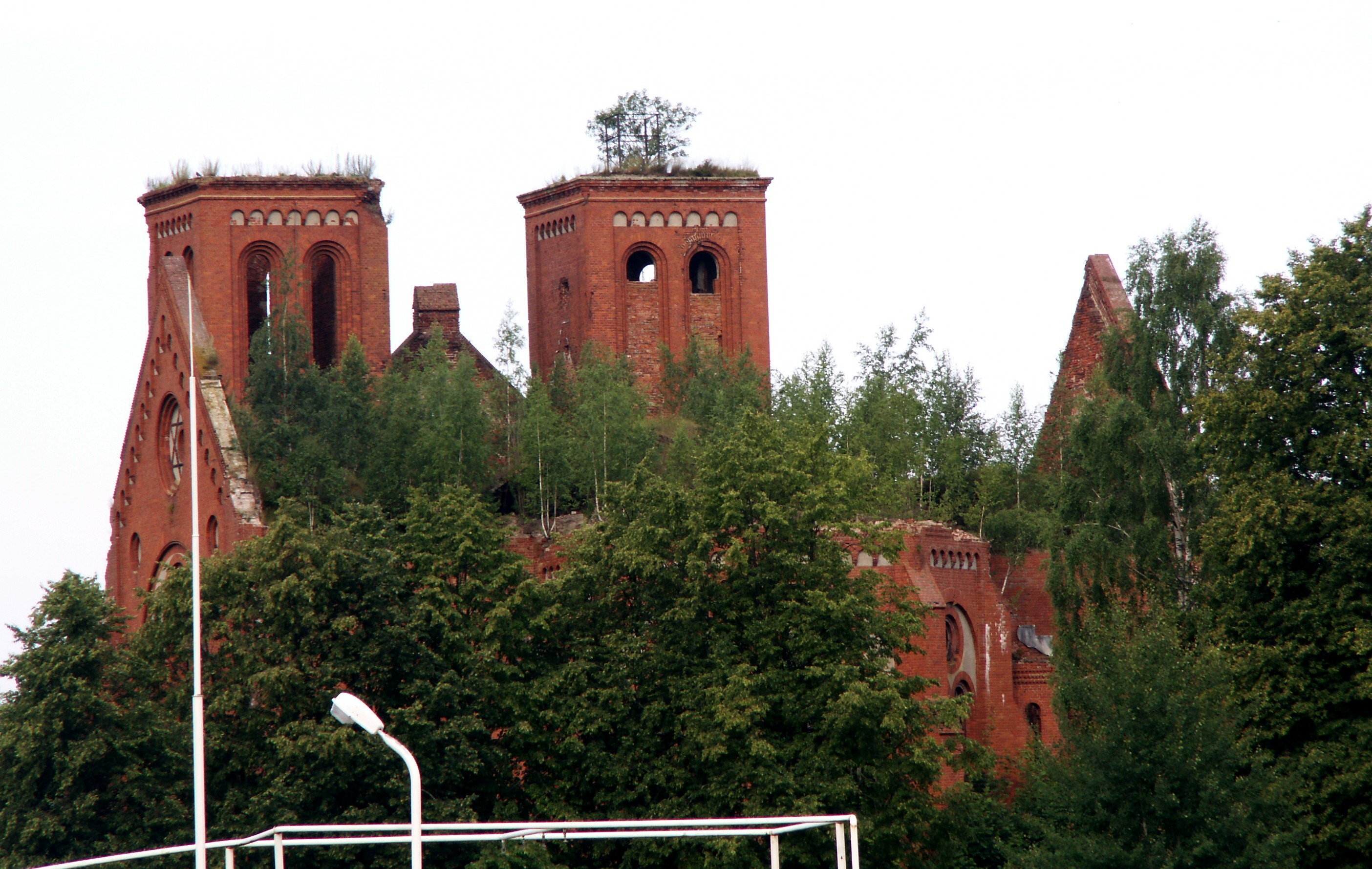
Vue de l’ancienne église luthérienne d’Eydtkuhnen aujourd’hui en ruines.

Tchernychevskoïe (en russe : Чернышевское ; en allemand : Eydtkuhnen, de 1938 à 1946 : Eydtkau ; en lituanien : Eitkūnai) est un village de l’oblast de Kaliningrad en Russie, à proximité immédiate de la frontière orientale avec la Lituanie. Cette limite était autrefois la frontière, jusqu’en 1945, entre l’Allemagne (la province prussienne de Prusse-Orientale) et la Russie. 

## Géographie
Le village fait partie du raïon de Nesterov. Il se trouve dans l'extrême est de la région historique de Prusse, situé sur la rive gauche de la rivière Liepona qui marquait depuis le Moyen-Âge la frontière entre la région de Sudovie du grand-duché de Lituanie à l’est et la Prusse (parfois appelée la « Petite Lituanie ») des chevaliers Teutoniques à l’ouest. Il borde la route européenne 28 de Berlin à Minsk; de l'autre côté de la frontière, la route lituanienne A7 continue de Kybartai jusqu'à Marijampolė à 42 km à l'est.
La ville est desservie par la route fédérale A229, qui commence à Kaliningrad et traverse d'ouest en est l'oblast, dont Tchernychevskoïe est son extrémité orientale. 

## Historique

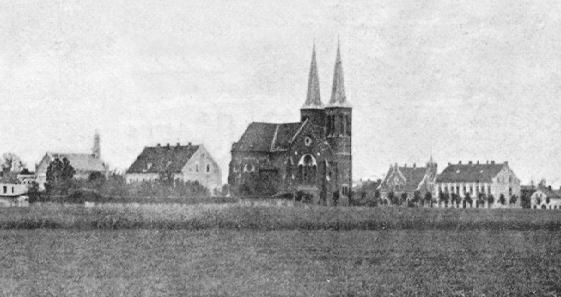
Eydtkuhnen vers l'an 1909.

La délimitation des frontières entre l'État teutonique et la Lituanie a été confirmée dans la paix du lac de Melno, signée le 27 septembre 1422 par le grand maître Paul von Rusdorf et le grand-duc Vytautas de Lituanie soutenu par son allié, le roi Ladislas II de Pologne. Cette limite devrait rester stable de plus de cinq cents ans.
Le lieu a été mentionné pour la première fois au XVIe siècle, à l'époque de la fondation du duché de Prusse en 1525. La presque totalité des habitants du village meurt pendant l’épidémie de peste de 1709-1710. Il est repeuplé une vingtaine d’années plus tard par des colons protestants chassés de l'archevêché de Salzbourg, comme à Gumbinnen, Trakehnen et d’autres villages des environs. Il n’y avait que 125 habitants au milieu du XIXe siècle et lorsque la ligne de Prusse-Orientale (Preußische Ostbahn) construit une ligne de chemin de fer jusqu’ici, Eydtkuhnen est relié à Königsberg et connaît un développement fulgurant. Il se trouve en effet à la frontière du royaume de Prusse et de l’Empire russe. C’est ici que l’écartement des voies prussien change pour laisser place, de l’autre côté de la frontière, à des voies plus larges. Lorsque l’on part de Saint-Pétersbourg, capitale de l’Empire russe, c’est ici que l’on change de train pour continuer. Dans l’autre sens, les wagons changent d’écartement à la gare de Wirballen, à deux kilomètres, première gare de l’Empire russe, dans le gouvernement de Kowno.

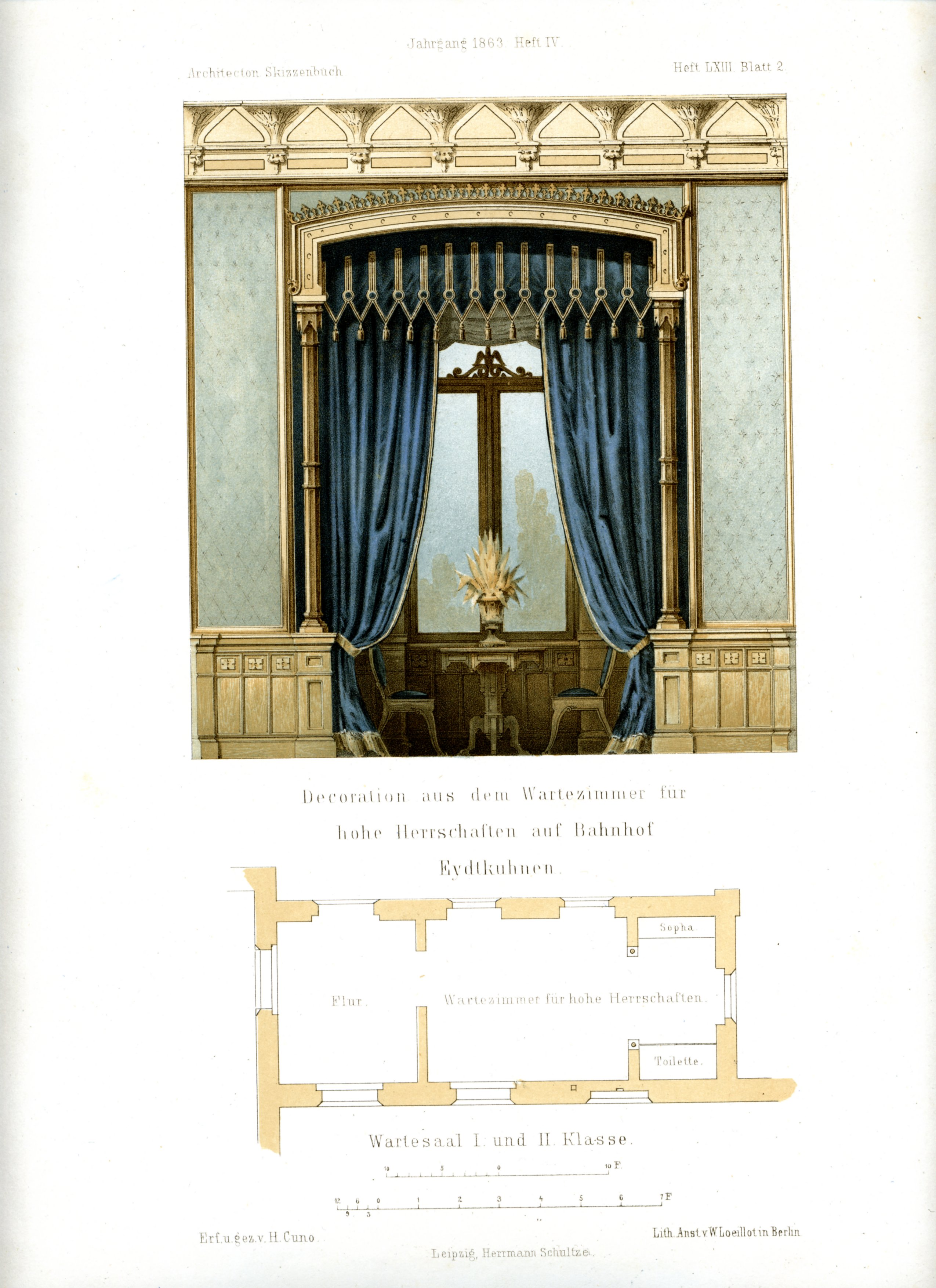
Vue de la salle d’attente réservée à la haute noblesse et aux familles impériales à la gare d’Eydtkuhnen (1863).

La ville a déjà 3 253 habitants en 1875, quinze ans plus tard, et une grand atelier de chemin de fer s’y installe en 1894. Le légendaire et luxueux Nord-Express, de la Compagnie Internationale des Wagons-Lits, qui faisait Paris-Saint-Pétersbourg s’y arrêtait. La gare-frontière est mentionnée par nombre d’auteurs russes, comme Dostoïevski, Tchékhov ou Maïakovski.
La gare d’Eydtkuhnen est construite d’après les plans de Friedrich August Stüler, et l’on construit une nouvelle église luthérienne en briques entre 1883 et 1889. En 1905 la ville fait partie du Regierungsbezirk (district de gouvernement) de Gumbinnen et de l'arrondissement de Stallupönen. Elle a une église luthérienne-évangélique, une synagogue, un poste de douane principal et un poste de douane local et compte 3 707 habitants en majorité luthériens.

Eydtkuhnen est fortement endommagé par les troupes impériales russes au début de la Grande Guerre, aussi la ville est en grande partie rebâtie après la guerre grâce à des fonds prussiens d’entraide et de nouveaux bâtiments en style néogermanique apparaissent. Il y déjà 10 500 habitants en 1923 (Eydtkuhnene a obtenu le statut de ville l’année précédente). L’entre-deux-guerres marque donc une période florissante pour la ville d’Eydtkuhnen, d’autant plus que la Reichstraße 1, autoroute partant d’Aix-la-Chapelle, y arrive en 1935. C’est la voie de terre principale d’Allemagne la traversant d’ouest en est, et l’une des plus modernes de son époque en Europe. Eydtkuhnen est renommé Eydtkau en 1938. 

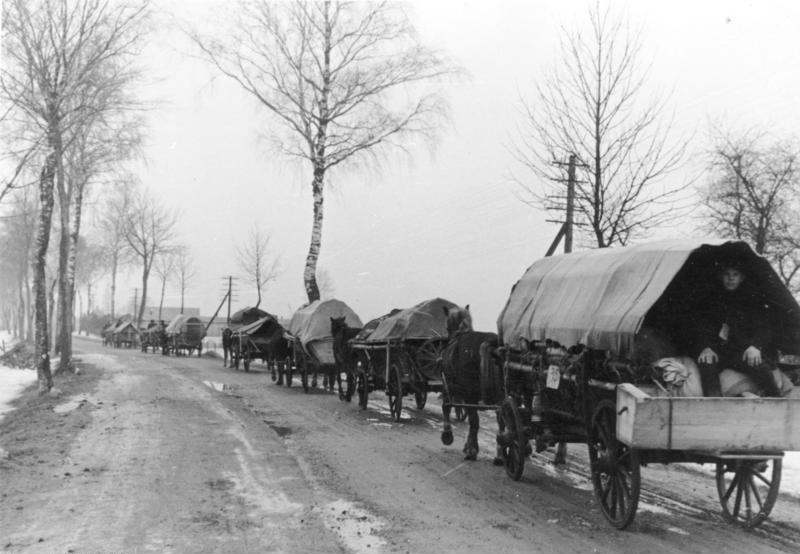
Arrivée à Eydtkau de populations allemandes germano-baltes de Lituanie, après le déclenchement de la guerre à l’est en 1941

 Cette période florissante cesse à tout jamais à cause de la Seconde Guerre mondiale, surtout après 1941 et l’intensification de la guerre sur le front est. La ville est bombardée par l’aviation anglo-américaine à partir de 1943, et ensuite par l’Armée rouge victorieuse qui achève de la détruire. Toute la population doit s’enfuir à l’hiver 1944-1945, n’y restent que quelques vieillards allemands, ou quelques centaines de Lituaniens.
La ville détruite est baptisée Tchernychevskoïe du nom d’un officier soviétique mort au combat à proximité et des réfugiés venus de Russie soviétique s’y installent pour la reconstruire à nouveau. Démarre ainsi une nouvelle ère. Tchernychevskoïe, qui n’est plus désormais qu’un village, fait partie de la république socialiste fédérative soviétique de Russie, puis à partir de 1991 de la nouvelle fédération de Russie. Elle perd à l’époque soviétique sa gare, qui n’a plus de raison d’être comme frontière, au profit de Kybartai (ex-Wirballen) qui se trouvait aussi en URSS. Lorsqu’à nouveau la frontière s’est recréée, cette fois-ci entre la nouvelle Lituanie et la nouvelle Russie, des projets de construire une gare comme autrefois se sont fait jour, mais ce n’est qu’à l’entrée de la Lituanie dans l’Union européenne qu’ils se sont concrétisés. La gare commence à être construite en 2008.

## Personnalités liées au village
- Gertrud von Puttkamer (1881-1944), écrivaine.
- Felix Bressart (1892-1949), acteur.